# D-D-DANCE
〈D-D-DANCE〉(디디댄스)는 아이즈원의 대한민국에서의 첫 번째 디지털 싱글이다. 

## 개요
- 1월 16일, 엔씨소프트가 출시하는 K-POP 엔터테인먼트 플랫폼인 “유니버스”의 공식 SNS을 통해서 발매 일정표를 공개하였다.[1]
- 1월 18일 ~ 24일, 메인 컨셉트 사진을 공개하였다.[1]
- 1월 21일과 24일, 뮤직 비디오 티저를 공개하였다.[1]
- 1월 26일, 음원이 각종 음원 사이트를 통해서 공개되었다.[1] 음원이 공개되고 지니 뮤직과 벅스의 실시간 차트의 상위권을 기록하였다.[2]
- 1월 28일, 뮤직 비디오가 공개되었다.[1]

## 수록 내용
| #  | 제목          | 작사            | 작곡                                                      | 편곡 | 재생 시간 |
| -- | ------------- | --------------- | --------------------------------------------------------- | ---- | --------- |
| 1. | 〈D-D-DANCE〉 | 진리(Full8loom) | 영광의얼굴들(Full8loom) 진리(Full8loom) 방건우(Full8loom) | 3:23 |           |